# MG K Magnette
MG K Magnette модель спортивного авто британської компанії MG, що випускалась у 1932-1934 роках у модифікаціях Типів К1, К2, К3.

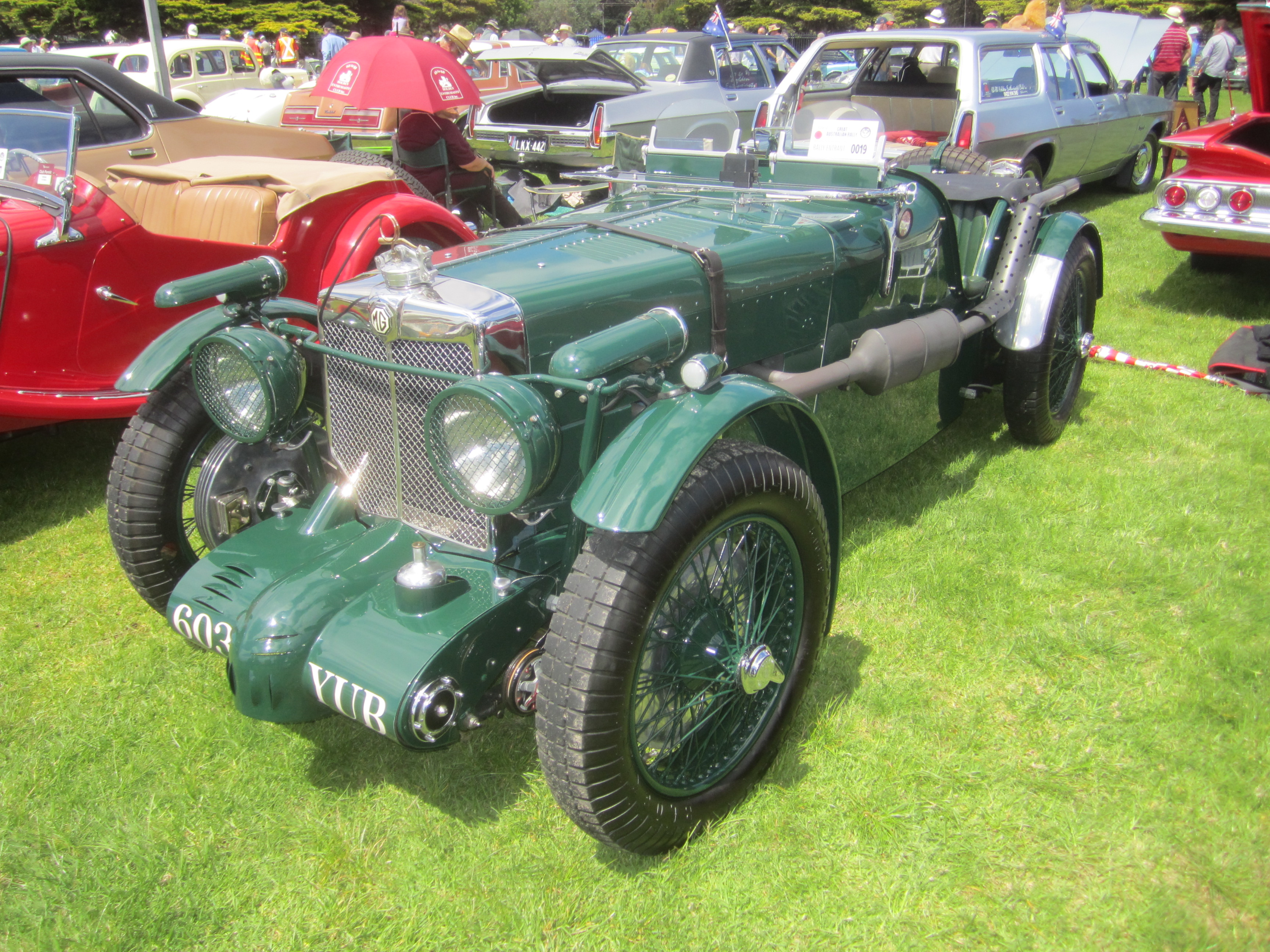
MG K Magnette. 1933

## Історія
На Лондонському автосалоні 1932 презентували модель MG Типу К Magnette, як наступника моделі Типу F Magna. Модель отримала модифіковане шасі із збільшеною на 150 мм колією (1200 мм) і колісною базою у варіантах 2388 мм і 2743 мм. Кермо отримало запатентовані роздільні тяги, що мало зменшити навантаження на нього. Гальма мали механічний привід (трос) на колісні барабани (330 мм) з магнієвого сплаву Електрон. Колеса були з спицями.
Мотор використали з моделі MG F із зменшенням ходу поршня з 83 мм до 71 мм і відповідно об'єму з 1272 см³ до 1087 см³. З потрійним карбюратором SU мотор KA розвивав потужність 39 к.с. при 5500 об/хв. Модернізований на початку 1933 мотор KB отримав 2 карбюратори і потужність 41 к.с. Наприкінці 1933 повернули хід поршня 83 мм і мотор KD об'ємом 1272 см³ розвивав потужність 48,5 к.с. (мотор F Magna лише 37 к.с.). для гонок випускали мотор KC об'ємом 1087 см³ з компресором потужністю 120 к.с. при 6500 об/хв. Всі модифікації розвивали швидкість 121 км/год (75 миль/год).

### MG K 1

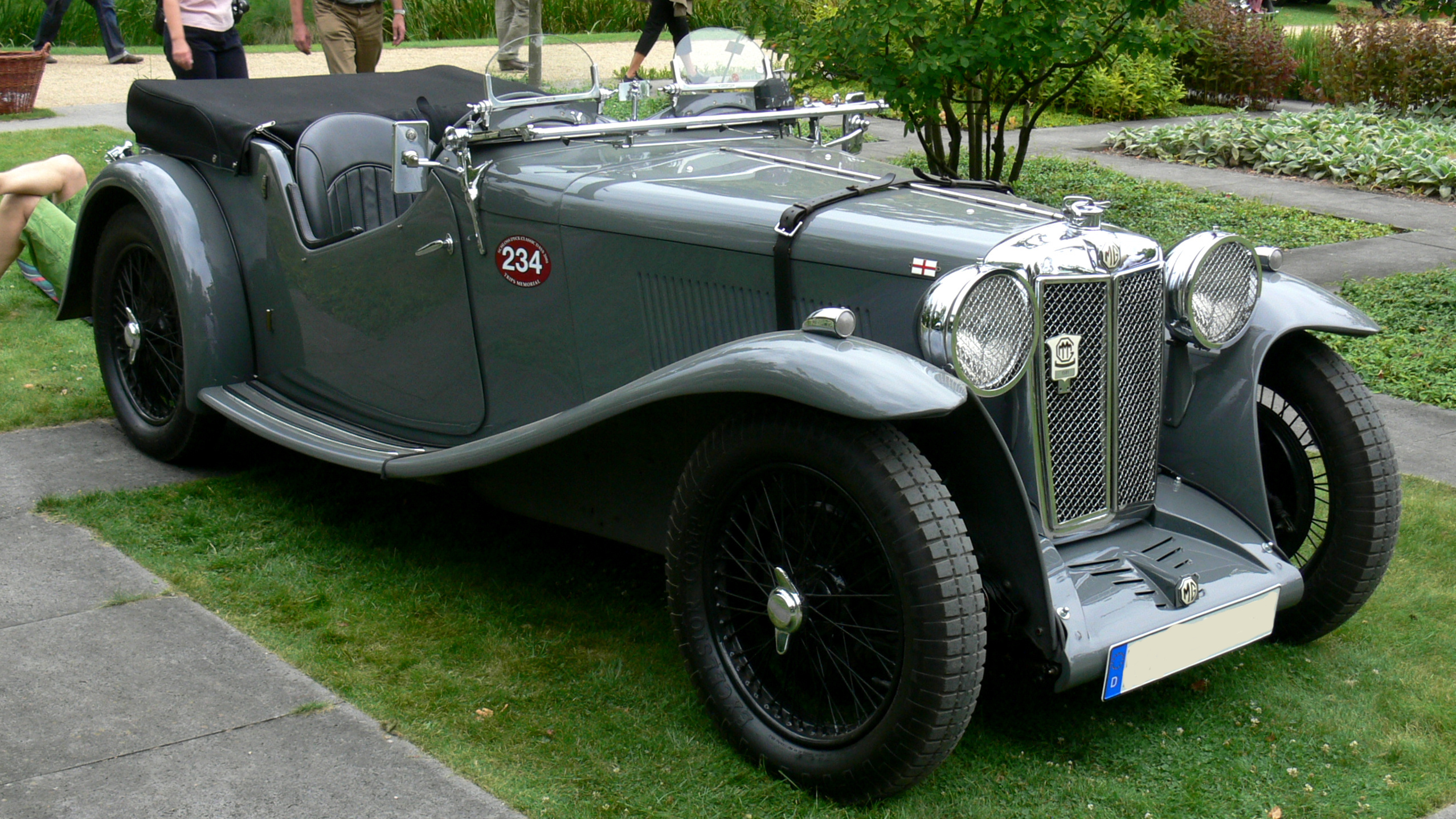
MG K 1. 1933

Модель отримала довге шасі і двигуни КА (54 шт.), КВ (74 шт.) і KD (53 шт.). Попри вартість в 445 фунтів частину машин не продали. На них встановили мотор моделі MG Типу N  і продавали як MG К.Н. Magnette.

### Технічні дані MG K1 Magnette
|                    |                                   |
| Розміри            | Параметри                         |
| Роки випуску:      | 1932-1934                         |
| Колісна база:      | 2743 мм                           |
| Тип кузова:        | 4-місний родстер; 4-дверний седан |
| Мотор              | 6-циліндровий, рядний             |
| Потужність мотора: | 39 к.с.                           |
| Об'єм мотора       | 1087 см³                          |
| Трансмісія:        | КП 4-ступінчаста механічна        |
| Швидкість:         | 121 км/год                        |

### MG K 2
Модель отримала коротке шасі, відкритий 2-місний кузов і мотори KB (16 шт.), KD (4 шт.)

### Технічні дані MG K2 Magnette
|                    |                  |
| Розміри            | Параметри        |
| Роки випуску:      | 1933-1934        |
| Колісна база:      | 2388 мм          |
| Тип кузова:        | 2-місний родстер |
| Потужність мотора: | 39/41 к.с.       |
| Об'єм мотора       | 1087/1271 см³    |

### MG K 3

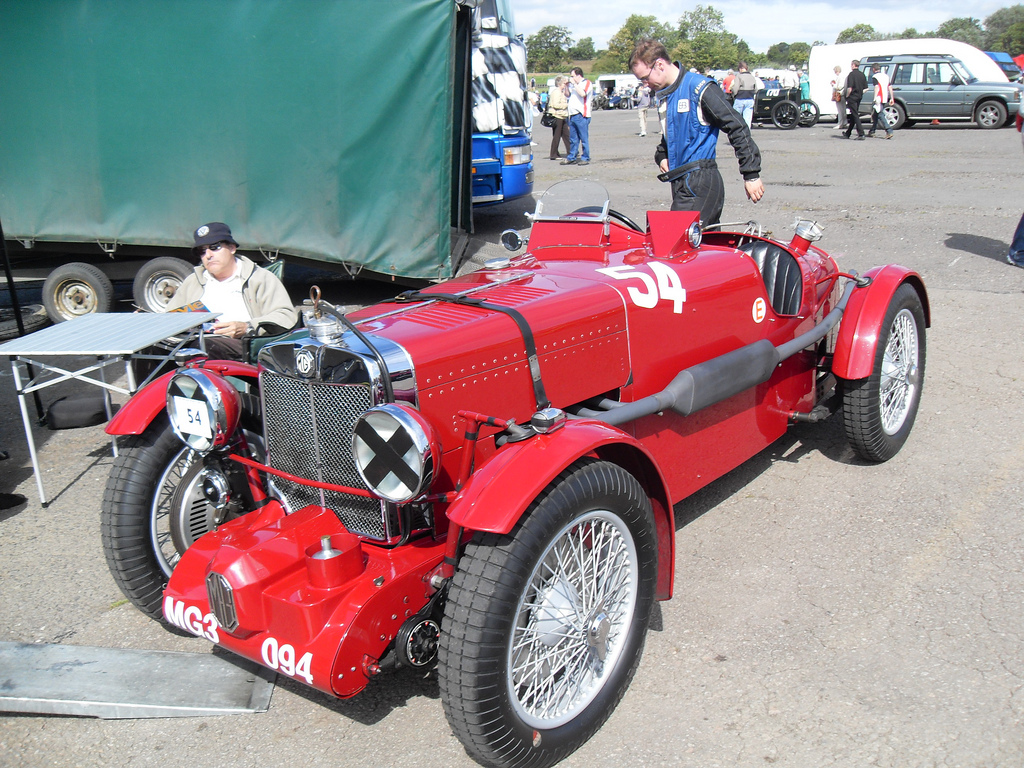
MG K3.

Для гонок на короткому шасі встановлювали мотор KC з компресором Powerplus (згодом Marshall), розміщених нижче радіатора. На гонках 1933 на MG K 3 капітан Джордж Ейстон і граф Лурані виграли клас 1100 см³ на Mille Miglia. На RAC Tourist Trophy  виграв Таціо Нуволарі з середньою швидкістю 78,65 миль/годину. Було виготовлено 33 MG K 3 за ціною 795 фунтів. Немало реплік MG K 3 виготовили з моделей К1, К2.

### Технічні дані MG K3 Magnette
|                    |           |
| Розміри            | Параметри |
| Роки випуску:      | 1933-1934 |
| Колісна база:      | 2388 мм   |
| Тип кузова:        | 2-місний  |
| Потужність мотора: | к.с.      |
| Об'єм мотора       | 1087 см³  |